# 那覇市立城北中学校
那覇市立城北中学校（なはしりつ じょうほくちゅうがっこう）は、沖縄県那覇市首里石嶺町一丁目にある市立中学校。

## 通学区域
首里石嶺町1丁目(全部)、首里石嶺町3丁目(全部)、首里大名町(全部)、首里平良町(全部)

## 著名な出身者
- 大山盛一郎 - プロ野球選手（くふうハヤテベンチャーズ静岡）
- 狩俣倫太郎 - 琉球放送アナウンサー
- 川田広樹 - お笑い芸人（ガレッジセール）[3]、那覇市立松城中学校へ転校。
- 山川穂高 - プロ野球選手（福岡ソフトバンクホークス）
- YUKINARI - 実業家、元DA PUMPメンバー[3]